# Backerbse
 (septembre 2021).
Les Backerbsen sont des boulettes de pâte à choux, ressemblant à des graines de pois chiches, qui sont populaires en Europe centrale. Elles sont généralement utilisées pour garnir les soupes, mais peuvent également servir à décorer d'autres types d'aliments, y compris des desserts, ou être consommées seules comme en-cas. Les soufflés à l'œuf sont cuits au four, tandis que les Backerbsen sont frites.

## Étymologie
Backerbse (littéralement, « pois cuits ») ou Mehlerbse (« pois de farine ») sont généralement des termes utilisés en allemand. En suisse allemand, elles sont appelées Suppenperle, ou « perles de soupe »,. (d'où le nom anglais), tandis que dans la région du Vorarlberg, dans l'ouest de l'Autriche, elles sont appelées Hochzeitsperle. Elles étaient également appelées Hochzitbolla en Autriche. Un autre nom typiquement autrichien pour ces boulettes est Bufferl, dont l'équivalent en haut-souabe est Bopfrlâ.